# سان لورينزو سافال
بلدية سانت لورينس سابال (بالكاتالانية: Sant Llorenç Savall) هي إحدى بلديات مقاطعة برشلونة، والتي تقع في منطقة كاتالونيا، شرق إسبانيا.
يبلغ عدد سكانها 2.313 نسمة وفقاً لإحصائية سنة (2007).